# Heike Hartwig
Heike Hartwig (Bernburg, 30 dicembre 1962) è un'ex pesista tedesca, vincitrice di un argento e due bronzi ai campionati europei indoor.

## Palmarès
| Anno | Manifestazione  | Sede      | Evento         | Risultato | Misura  | Note |
| ---- | --------------- | --------- | -------------- | --------- | ------- | ---- |
| 1985 | Europei indoor  | Pireo     | Getto del peso | Bronzo    | 19,93 m |      |
| 1986 | Europei         | Stoccarda | Getto del peso | 5ª        | 20,14 m |      |
| 1987 | Europei indoor  | Liévin    | Getto del peso | Bronzo    | 20,00 m |      |
| 1987 | Mondiali        | Roma      | Getto del peso | 6ª        | 20,63 m |      |
| 1988 | Olimpiadi       | Seul      | Getto del peso | 6ª        | 20,20 m |      |
| 1989 | Mondiali indoor | Budapest  | Getto del peso | 5ª        | 19,44 m |      |
| 1989 | Europei indoor  | L'Aia     | Getto del peso | Argento   | 20,03 m |      |
| 1990 | Europei         | Spalato   | Getto del peso | 6ª        | 18,90 m |      |

## Altre competizioni internazionali
1989
- Coppa Europa di atletica leggera ( Gateshead)